# Заглувкі
Заглувкі (пол. Zagłówki) — село в Польщі, у гміні Зелюв Белхатовського повіту Лодзинського воєводства.
Населення — 94 особи (2011).
У 1975-1998 роках село належало до Пйотрковського воєводства.

## Демографія
Демографічна структура станом на 31 березня 2011 року:
|          | Загалом | Допрацездатний вік | Працездатний вік | Постпрацездатний вік |
| -------- | ------- | ------------------ | ---------------- | -------------------- |
| Чоловіки | 45      | 10                 | 30               | 5                    |
| Жінки    | 49      | 8                  | 27               | 14                   |
| Разом    | 94      | 18                 | 57               | 19                   |